# Megfestett rémálom
A Megfestett rémálom (eredeti cím: Below Utopia, illetve Body Count) 1997-ben bemutatott amerikai független filmdráma-thriller, melyet Kurt Voss rendezett. A főbb szerepekben Justin Theroux, Alyssa Milano (aki produceri feladatkört is betöltött) és Ice-T látható.
Magyarországon 2007-ben jelent meg DVD-n.[forrás?]

## Cselekmény
|  | Alább a cselekmény részletei következnek! |

Daniel Beckett gazdag műkincskereskedő barátnőjével, Suzanne-nel hálaadásnapi vacsorára érkezik a szülei birtokára. Vacsora után Dan és Suzanne a társaságtól különválik, s egyszer csak kiabálásra és lövések hangjára lesznek figyelmesek. Egy csapat fegyveres műkincsrabló ront a házba, élükön Jimmel, a kegyetlen gyilkossal. A család tagjaival egymás után végeznek. Danielék kihasználva azt az előnyüket, hogy a rablók egyelőre nem tudnak ottlétükről és felveszik velük a harcot. Ám kiderül, hogy a gyilkosok nem ismeretlenek egyikük számára, ugyanis közrejátszik velük.
|  | Itt a vége a cselekmény részletezésének! |

## Szereplők
- Alyssa Milano – Susanne
- Justin Theroux – Daniel Beckett
- Ice-T – Jim
- Tommy 'Tiny' Lister – Tiny
- Robert Pine – Wilson nagybácsi
- Marta Kristen – Marilyn Beckett

## Fordítás
- Ez a szócikk részben vagy egészben  a   Below Utopia című angol Wikipédia-szócikk fordításán alapul.  Az eredeti cikk szerkesztőit annak laptörténete sorolja fel. Ez a jelzés csupán a megfogalmazás eredetét és a szerzői jogokat jelzi, nem szolgál a cikkben szereplő információk forrásmegjelöléseként.